# Велинг
Велинг (њем. Welling) општина је у њемачкој савезној држави Рајна-Палатинат. Једно је од 86 општинских средишта округа Мајен-Кобленц. Према процјени из 2010. у општини је живјело 905 становника. Посједује регионалну шифру (AGS) 7137112.

## Географски и демографски подаци
Велинг се налази у савезној држави Рајна-Палатинат у округу Мајен-Кобленц. Општина се налази на надморској висини од 195 метара. Површина општине износи 6,8 km². У самом мјесту је, према процјени из 2010. године, живјело 905 становника. Просјечна густина становништва износи 133 становника/km².